# Stazione meteorologica di Caltagirone
La stazione meteorologica di Caltagirone è la stazione meteorologica di riferimento relativa alla località di Caltagirone.

## Coordinate geografiche
La stazione meteo si trova nell'Italia insulare, in Sicilia, in provincia di Catania, nel comune di Caltagirone, a 513 metri s.l.m. e alle coordinate geografiche 37°14′N 14°31′E.

## Dati climatologici
In base alla media trentennale di riferimento 1961-1990, la temperatura media del mese più freddo, gennaio, si attesta a +8,2 °C; quella del mese più caldo, agosto, è di +25,4 °C .
| Caltagirone        | Mesi | Mesi | Mesi | Mesi | Mesi | Mesi | Mesi | Mesi | Mesi | Mesi | Mesi | Mesi | Stagioni | Stagioni | Stagioni | Stagioni | Anno |
| Caltagirone        | Gen  | Feb  | Mar  | Apr  | Mag  | Giu  | Lug  | Ago  | Set  | Ott  | Nov  | Dic  | Inv      | Pri      | Est      | Aut      | Anno |
| ------------------ | ---- | ---- | ---- | ---- | ---- | ---- | ---- | ---- | ---- | ---- | ---- | ---- | -------- | -------- | -------- | -------- | ---- |
| T. max. media (°C) | 11,1 | 12,1 | 14,4 | 16,7 | 21,8 | 27,3 | 30,4 | 30,4 | 26,6 | 21,1 | 16,5 | 12,9 | 12,0     | 17,6     | 29,4     | 21,4     | 20,1 |
| T. min. media (°C) | 5,3  | 5,3  | 6,7  | 8,8  | 12,7 | 17,2 | 20,0 | 20,4 | 17,6 | 13,8 | 10,3 | 7,0  | 5,9      | 9,4      | 19,2     | 13,9     | 12,1 |